# شهریارک وانیکورو
شهریارک وانیکورو (نام علمی: Mayrornis schistaceus) نام یک گونه از سرده مرغ مایر است.